# Gary Blauman (Így jártam anyátokkal)
A Gary Blauman az Így jártam anyátokkal című televízió-sorozat kilencedik évadjának huszonegyedik epizódja. Eredetileg 2014. március 17-én vetítették az Egyesült Államokban, míg Magyarországon egy hónappal később, 2014. április 28-án.
Ebben az epizódban Gary Blauman felbukkan az esküvőn, a banda tagjai pedig a hozzá kapcsolódó kellemes, illetve kellemetlen élményeiket sorolják fel.

## Cselekmény
Az epizód szerda este 8 órakor indul, 3 nappal az esküvő után. Az Anya éppen Tedre vár, ugyanis randira készülnek. Egy skót-mexikói fúziós étterembe tartanak (ami az Anya szerint nem is passzol össze), de mivel ott élőzene szól, ezért úgy döntenek, máshová mennek. Eközben Ted mesélni kezd neki – egy történetet, Gary Blaumanről.
Az esküvő napján váratlanul megjelenik Gary Blauman, Barney régi kollégája, ami kiborítja Robint, hiszen nem válaszolt a meghívóra, így azt sem tudták, eljön-e. Marshallhoz rohan, mert vészhelyzet van, aztán összegyűjtik a többieket is, hogy eldőljön, mi legyen vele.
Ted azt mondja, hogy ő utálja Gary Blaumant. Mégpedig azért, mert pár évvel korábban teljesen a rabjává vált Teddy Roosevelt-nek, miután elolvasta a néhai amerikai elnök életrajzát. Egy buli során (amire már nem is emlékszik, miért tartották), megismert egy lányt, aki szintén olvasta a művet, és így próbálta meg felszedni őt. Csakhogy megjelent Gary Blauman, aki szintén olvasta a könyvet, és az abban olvasott tényeket bevetve ő is megpróbálta felszedni a nőt, amit Ted nem akart hagyni, így felvette vele a versenyt. A vége az lett, hogy a nő elment, ők pedig hoppon maradtak.
Lily azonban imádja Gary Blaumant. Ugyanis 2006-ban a Marshallal történt szakításukat követően egy őrült tetoválást akart csináltatni magának, ő azonban lebeszélte róla, és meggyőzte, hogy újra össze fognak jönni.
Barney véleménye Ted véleményével egyezik. Pár évvel korábban Blauman bejött a bárba inni vele, és nem rendelt magának ételt, de kért egy kicsit Barney sült krumplijából. Barney adott neki négyet, amelyet között az egyik egy csavart krumpli volt, egy ritkaság, és felháborítónak találta, hogy Blauman lenyúlta.
William Zabka ezzel ellentétben Blauman pártját fogja, mert kifejezte, hogy tetszik neki a művészete, és nem csak a Karate kölyök utálatos rosszfiúját látja benne. James ezt meghallva becsatlakozik a beszélgetésbe: ő utálja Blaumant, mégpedig azért, mert vele csalta meg Tomot, és ezért fognak elválni. Ted rájön, hogy mivel Blauman meleg, ezért a buli estéjén őt akarta felszedni.
A kérdésében végül Marshall hirdet ítéletet: Gary Blauman maradhat az esküvőn, mert a menyasszony ezt akarta, és amit a menyasszony kér, annak kell teljesülnie.
Miközben Ted ezt meséli, az Anya hirtelen egy kocsi mögé bújik, mert meglátta az exbarátját, Louis-t. Elmondja Tednek, hogy Louis szombat este megkérte a kezét és utána szakított vele, és sajnálja, de úgy érzi, nem áll készen a randizásra. Ezért megkéri Tedet, hogy kísérje haza. De mielőtt búcsút intenének egymásnak, az Anya megkéri, hogy fejezze be a sztorit.
A történet szerint ezután megkérték Blaumant, hogy maradjon, de ő megsértődik, és elviharzik. A többiek rosszul érzik magukat emiatt, de Blauman nem sokkal később visszajön azzal, hogy sosem hagyná ki az esküvőt.
Jövőbeli Ted ezután elmeséli, mi történt néhány ismerősükkel. Carl továbbvitte a MacLaren's bárt a fiával, Jeanette és Kevin összejöttek, Ranjit egy limuzinos cég tulajdonosa lett, Patrice saját rádióműsort kapott, William Zabka irodalmi kitüntetést kapott, Zoey rendszeresen szervezett tüntetéseket különféle nemes célokért, Scooter elvette feleségül Sztriptíztáncos Lilyt, Blitz még mindig az átok hatása alatt áll, Sandy Rivers a szexuális zaklatási botrányai miatt Oroszországban kell hogy dolgozzon, James és Tom pedig újra összejöttek.
Miután elhangzott a történet, az Anya váratlanul megcsókolja Tedet, és megkéri, hogy ne menjen még haza, hanem meséljen még. Így első randevújuk végül romantikusan végződött. 

## Kontinuitás
- Ebben az epizódban az Anya szívesen hallgatja Ted történetét. A "Vulkanikus" című részben, amely 2024-ben játszódik, már kiderült, hogy az összes sztorit untig ismeri.
- Miközben Ted és az Anya sétálnak, a háttérben Randy sörének a reklámja látható az egyik falon.
- James és Tom újra összejönnek, és a monológ szerint James elmeséli majd a gyerekeinek annak történetét, hogy jött össze az apjukkal. Ez reflektál a sorozatra.
- Marshall, Lily és Ted megemlítik Ted "kurvarratát" a "Most figyelj!" című részből.
- Ted végre megtöri a háromnapos szabályt.
- A "menyasszony kéri" törvénye a "Valami kölcsönvett" című rész után újra felbukkan.
- Jövőbeli Ted szerint ha 8 évvel korábban találkozik az Anyával, akkor olyan béna monológot adott volna elő neki, mint Robinnak "A kezdetek" című részben.
- Ted ismét megemlíti gyerekkori nyomozásait, a "Mosby fiúkat".
- Louis, az Anya exbarátja, ismét felbukkan.
- Ted és Gary Blauman telepatikusan beszélgetnek, ami harmadszor fordult elő a sorozatban úgy, hogy nem a főszereplők között (az első Ted és Stella közt volt "A Shelter-sziget" című részben, a második Robin és Kevin közt a "46 perc" című részben)

## Jövőbeli visszautalások
- Abból, hogy 3 nappal az esküvő után Ted és az Anya randiznak a városban, már előre sejthető, hogy Ted nem költözik Chicagóba, ami az "Örökkön örökké" című részből is kiderült.
- A banda a farhamptoni templomban van, ami azt mutatja, hogy az események a 6. évad befejező képsorainak idejében játszódnak.

## Érdekességek
- Az "Ordításlánc" című részben azt állította Barney, hogy Gary Blauman meghalt. Azonban nyilvánvaló, hogy ez egy hazugság volt.
- Az epizódból kiderül, hogy Blabla neve az "Így találkoztam a többiekkel" című epizódból Carol.
- Barney a sorozat több epizódjában is megemlítette, hogy mennyire király lenne, ha a krumplijába véletlenül csavart krumpli is kerülne. Így érthető, miért háborodott fel annyira azon, hogy Gary Blauman megette azt.
- Az epizód végi felsorolást, hogy kivel mi történt, egy folyamatos jelenetben, vágás nélkül vették fel. Néhányan többször is szerepelnek benne. Az első másodpercekben jól látható, hogy Alyson Hannigan és William Zabka elfutnak oldalra. Zabkának 53 másodperce volt, hogy felsőt cseréljen és bekerüljön abba a jelenetbe, ahol éppen irodalmi kitüntetést vesz át. Hannigannek körülbelül 1 perc 15 másodperce volt arra, hogy Sztriptíztáncos Lily parókáját felvegye és az öltözékét magára húzza. Ezt követően villámgyorsan kikerülnek a jelenetükből, és visszaöltöznek, hogy a jelenet legvégén a bandával ismét közösen legyenek láthatóak. Egyedül Blabla és Sandy Rivers jelenetei voltak utóbb beillesztve.

## Vendégszereplők
- Taran Killam – Gary Blauman
- Wayne Brady – James Stinson
- Louis Ferrigno Jr. – Louis
- William Zabka – önmaga
- Marshall Manesh – Ranjit
- Joe Nieves – Carl
- Abby Elliott – Jeanette
- Kal Penn – Kevin
- Ellen D. Williams – Patrice
- Abigail Spencer – Blabla (Carol)
- Jennifer Morrison – Zoey
- Jorge Garcia – Steve ("Blitz")
- David Burtka – Scooter
- Steven Thomas Capp – Carl fia
- Jai Rodriguez – Tom
- Gail King – Cathy
- Peter Michael McGowan – Bitterman
- Alexis Denisof – Sandy Rivers

## Zene
- The Kinks – Where Are They Now?

## Fordítás
- Ez a szócikk részben vagy egészben  a   Gary Blauman című angol Wikipédia-szócikk ezen változatának fordításán alapul.  Az eredeti cikk szerkesztőit annak laptörténete sorolja fel. Ez a jelzés csupán a megfogalmazás eredetét és a szerzői jogokat jelzi, nem szolgál a cikkben szereplő információk forrásmegjelöléseként.| - m - v - sz « előző Így jártam anyátokkal 9. évad -                                                                                                                                                                                                                                                                                                                                             | - m - v - sz « előző Így jártam anyátokkal 9. évad - |
| --- | ---------------------------------------------------- |
| - Az Így jártam anyátokkal epizódjainak listája |                                                      |
| - A medál - Visszatérés - Búcsú New Yorktól - Egy tesó árulása - A pókerparti - Lovagias Ted - Ne kérdezz semmit! - A világítótorony - Barátos - Anyu és apu - Álomba ringató esti mesék - A bemutatkozó vacsora - Basszgitáros kerestetik - Pofonadás 3 - Szünet ki - Így jártam apátokkal - Napfelkelte - Feltámadás - Vulkanikus - Margaréta - Gary Blauman - Az oltár előtt - Örökkön örökké |                                                      || - m - v - sz Így jártam anyátokkal | - m - v - sz Így jártam anyátokkal                                                                  | - m - v - sz Így jártam anyátokkal |
| ---------------------------------- | --------------------------------------------------------------------------------------------------- | ---------------------------------- |
| Epizódok                           | - 1. - 2. - 3. - 4. - 5. - 6. - 7. - 8. - 9. évad                                                   |                                    |
| Szereplők                          | - Ted Mosby - Marshall Eriksen - Robin Scherbatsky - Barney Stinson - Lily Aldrin - Tracy McConnell |                                    |
| Filmzene                           | - How I Met Your Music                                                                              |                                    |
| Kapcsolódó sorozat                 | - Így jártam apátokkal                                                                              |                                    |